# Caso Ulibarri - Piqsa
El Caso Ulibarri - Piqsa fue un escándalo medioambiental ocurrido entre 1991 y 1993 en España en el que las empresas de recuperación y regeneración de aceites usados, Ulibarri S.A. y Piq, S.A. recibieron una partida de aceite usado con una concentración de aceite de aproximadamente 7.000 ppm (partes por millón) de PCB`s. Dicha partida iba a ser utilizada por Ulubarri en su proceso de reciclaje de aceite. No obstante, se estaba cometiendo una ilegalidad medioambiental y poniendo en peligro a los trabajadores de la planta de regeneración de Arganda del Rey y a los vecinos de La Poveda, barrio situado en las afueras de la localidad madrileña. Esta imprudencia ecológica se sumó a los problemas económicos de la empresa que, a partir de 1991, se declaró en suspensión de pago a sus trabajadores. Finalmente, tras casi tres años de querellas judiciales, falta de subvenciones por parte de la Administración, orden de cierre de la planta de Arganda del Rey y despido de varios trabajadores, Ulibarri. S.A. se vio en quiebra a finales de 1993, siendo la única empresa que reciclaba y regeneraba aceite usado de España, llegando a reciclar hasta 40.000 toneladas al año.   

## Orígenes y creación

### Ulibarri S.A.
Fue creada en 1962 y autorizada por Decreto de la Presidencia del Gobierno. A partir de 1963 comenzó a desarrollar sus funciones destinadas a la regeneración de aceites usados para la posterior fabricación de lubricantes y otros aceites. Fue una de las integrantes de la Compañía Arrendataria del Monopolio de Petróleos (CAMPSA) y durante mucho tiempo fue la única empresa española dedicada al reciclaje de aceite usado para su regeneración y posterior comercialización. Por esas fechas, en materia ambiental era una actividad pionera al reelaborar residuos industriales cuyos efectos eran nocivos y altamente contaminantes. 

### Piq, S.A.
Piq, S.A. también fue una corporación constituida en 1969 y dirigida a la fabricación y distribución de aceites blancos, sulfatos de petróleo, vaselinas y aditivos. También también fue pionera en la elaboración de estos productos en España. Tal y como declaró la propia empresa, una parte de su producción era exportada a países miembros de la Comunidad Económica Europea (CEE), en un contexto en el que la dictadura de Francisco Franco imposibilitaba la entrada de España en esta organización.

## Primeros problemas legales

### Precinto de depósitos con aceite industrial tóxico
Los problemas legales y medioambientales para Ulibarri- Piqsa comenzaron en mayo de 1991 cuando el Ayuntamiento de Arganda del Rey, dirigido en ese momento por Izquierda Unida, presentó ante la Agencia de Medio Ambiente (AMA) de la Comunidad de Madrid varias denuncias para investigar los productos de su planta de producción ante la alta concentración de PCB`s en varios de sus bidones de aceite. 
En estas inspecciones, fueron precintados 48 de ellos y una cisterna. En febrero de 1992, tras el análisis de las muestras de aceite tomadas de varios bidones, el alcalde de Arganda del Rey, Julio Gómez, denunció a las empresas Ulibarri S.A. y Piq. S.A. por presunto delito ecológico y por irregularidades en el tratado y manipulación de sus aceites, atentando contra la salud pública de los vecinos de Barrio de La Poveda. Los resultados de dichas pruebas mostraron 1113 ppm de PBS´s cuando lo legalmente permitido por la Administración era 50 ppm de PCB´s. La empresa se postuló en un comunicado afirmando que todos los productos comercializados y distribuidos cumplían con la normativa vigente y contenían menos de 50 ppm de PCB´s.   

### Despidos
De manera simultánea a la denuncia y precinto de los supuestos depósitos tóxicos, se produjo el despido de dos trabajadores de Ulibarri S.A. Las versiones ofrecidas para justificar estos despidos fueron contradictorias. Por un lado, los representantes de Ulibarri y Piqsa declararon que los despidos se debían a "apropiación indebida de documentos,, insultos contra compañeros, amenazas contra directivos, etcétera", así como "por agresión contra un compañero de trabajo, de avanzada edad y operado de cáncer".
Por su parte, José Antonio Sardinero, uno de los afectados, afirmó al medio NOTICIAS que su despido se debía a "que no estaba dispuesto a que engañasen a nadie y no iba a colaborar en ello".

## Suspensión de pagos a sus trabajadores
Hasta el año 1990, una de las principales fuentes de ingreso de Ulibarri y Piqsa provenían de las subvenciones proporcionadas por el Ministerio de Obras Públicas y Transportes (MOPT), al tratarse la regeneración de aceites usados una actividad legalmente protegida por el gobierno de España. No obstante, según el BOE, durante la actividad realizada a lo largo de 1990, las subvenciones pendientes de cobro ascendieron a 211.246.079 pesetas, mientras que las devengadas entre enero y agosto de 1991 se elevaban a 219.329.256 pesetas, sumando un total de 430 millones de pesetas que la Administración debía a Ulibarri. Ante este desajuste económico entre ingresos y gastos, la empresa se vio obligada en septiembre de 1991 a solicitar la suspensión de pagos hasta que se resolviera el problema financiero, pero sin verse alterada por el momento la actividad ni el funcionamiento de la Sociedad.  
Por su parte, Piqsa otorgó un crédito de 315 millones de pesetas como avalista solidario de Ulibarri S.A. y asimismo, también presentó la declaración de suspensión de pagos en consonancia con su filial hasta que Ulibarri recibiera sus subvenciones por parte de la Administración del Estado. 
No obstante, en junio de 1992, Ramón Espinar, Consejero de Hacienda por aquel entonces, declaró que Ulibarri S.A. no había recibido los 119 millones de subvención enviados por el Ministerio de Obras Públicas y Transportes a la Comunidad de Madrid por no estar al corriente de pagos. En su defensa, Rafael Rivero, Secretario General de Ulibarri alegó que "nuestro problema es complicado: no podemos pagar porque no nos pagan y no nos pagan porque no podemos pagar".
En 1993, estos 119 millones de pesetas ascendieron a 151 millones según Ulibarri S.A. por las irregularidades en el pago de cuotas a la Seguridad Social. En septiembre de 1993, cuando la empresa se encontraba al borde del cierre, acumulaba un pasivo de 1500 millones de pesetas.Según Rafael Rivero, la Administración debía a Ulibarri S.A. 1.017 millones de pesetas, dentro de las cuales, 555 millones se correspondían con las subvenciones no abonadas entre los años 1989 y 1991.

## Últimos compases

### Al borde del cierre y encierro de sus trabajadores
El 27 de mayo de 1993, Ulibarri S.A. fue vendida a Arvelis S. A, lo que paralizó la actividad de la fábrica a partir de ese momento. Como última medida, para obtener los pagos atrasados, más de 40 trabajadores de los 120 de la planta de Arganda del Rey se establecieron en una Asamblea a partir del 16 de septiembre de 1993 y organizaron una huelga y un encierro en la fábrica hasta que fuesen remunerados los salarios. Además, el comité de trabajadores también reclamó la reactivación de la actividad una vez se solucionada el problema económico y emitió un comunicado denunciando irregularidades en la actividad de compra- venta de la empresa.
Pocos días después, la propia empresa Arvelis S.A. afirmó haber abonado 200.000 pesetas de pagas extra a cada trabajador por el mes de julio y una paga de producción.Esta información fue contradicha por los propios trabajadores que negaron haber percibido tal cantidad y declarando que el dinero abonado no superaba las 75.000 pesetas por trabajador. De esta manera, el encierro continuó en los días posteriores y se endureció, prohibiendo la entrada en la fábrica al resto de trabajadores que no participaban de esta huelga tras no recibir las 500.000 pesetas restantes el día 29 de septiembre, como se tenía previsto.

### Cierre definitivo

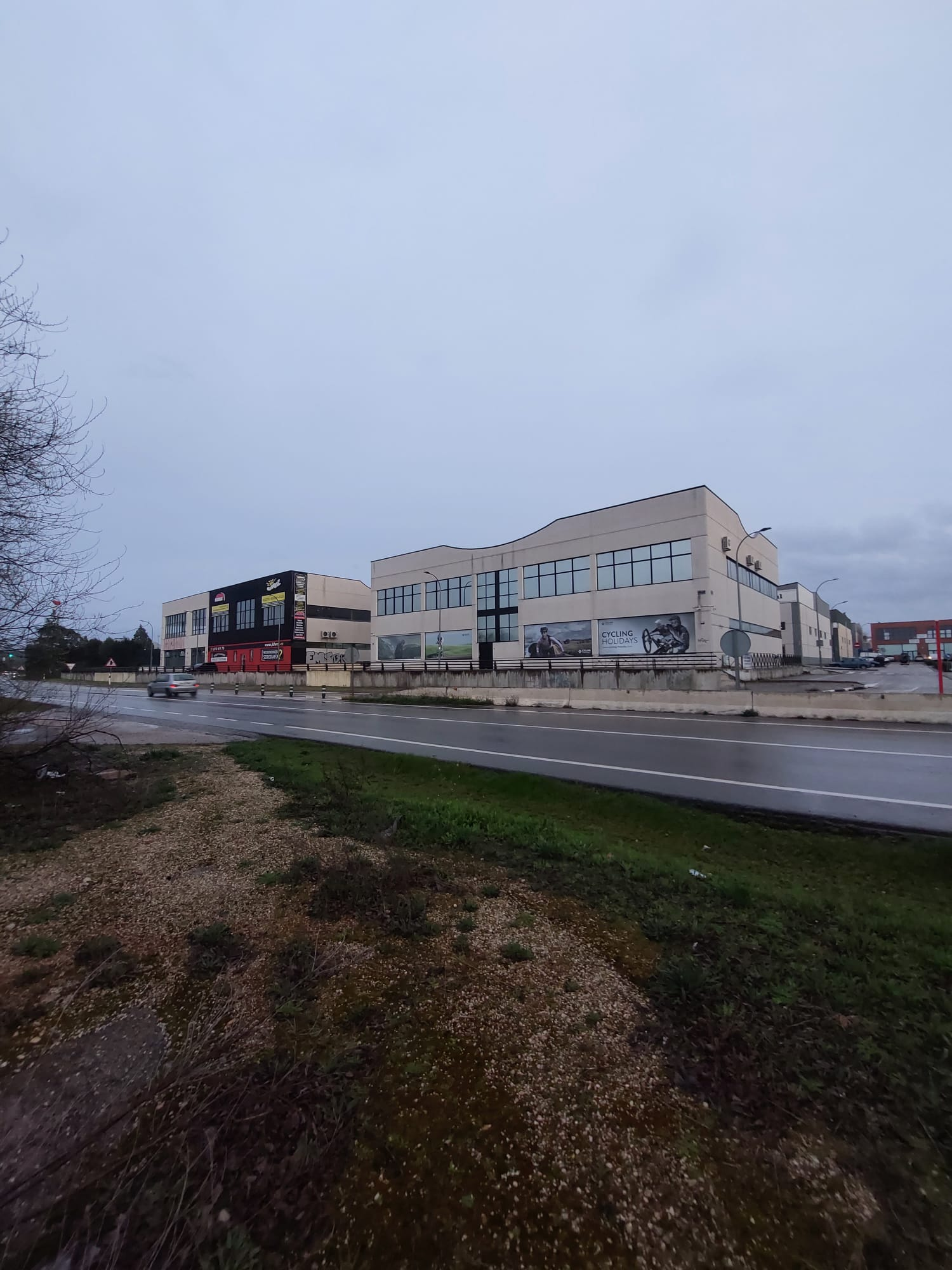
Lugar donde se encontraba la planta de Ulibarri en el polígono industrial de La Poveda

El problema se encontraba en que Salvador Lázaro y Salvador Flores, los propietarios que habían adquirido los derechos sobre Ulibarri S.A. no presentaban un Plan de Viabilidad que pudiese reflotar la empresa a pesar de haber afirmado que disponían de la materia prima necesaria para relanzar la actividad de la fábrica en un plazo de diez días. El 1 de octubre de 1993 los nuevos propietarios firmaron un la rescisión total de los contratos de sus trabajadores y, finalmente, en noviembre de 1993 y tras más de un mes de encierro sin éxito (que finalizó con la colocación de Guardias en la entrada de la planta), Ulibarri quebró al no poder hacer frente ni a los problemas medioambientales ni a las irregularidades administrativas y económicas que atravesaba la empresa desde hacía dos años.     

## Problemas medioambientales
Tras el cierre de la única empresa española que regeneraba aceite, surgió la incógnita de qué ocurriría y a dónde irían a parar ahora dichas grasas. Una de las posibilidades que se barajaban en ese momento era que podría ser quemado en lugar de incinerado. La diferencia radicaba en que, al incinerarlo, se eliminaba esa sustancia, pero al quemarlo, pasaba de estado líquido a gaseoso, provocando las lluvias ácidas y demás problemas a la Capa de Ozono. Otra de las opciones era verterlo directamente en ríos, mares y en la propia tierra, lo que, a largo plazo, hubiera conllevado consecuencias altamente negativas. 
En julio de 1996, un periódico local de Arganda del Rey, localidad donde se situaba la planta de regeneración de Ulibarri S.A., sacó a la luz una información en la que calificaba las balsas de aceite de Arganda del Rey como una de la superficies más contaminadas de la Comunidad de Madrid. La legislación hizo responsable del vertido de estos residuos tóxicos aproximadamente en el año 1986 a Ulibarri S.A. por ser la empresa productora de este desecho.  
No obstante, todos los agentes que entraron en juego en este asunto fueron depurando responsabilidades y remitiéndolas hacia otros responsables, ya fueran directos o indirectos, como los transportistas que vertían los residuos o el dueño del terreno donde estos eran vertidos. Para intentar eliminar la contaminación de estos suelos, se incineraron 11.000 metros cúbicos de terreno y otros 2.000 fueron destruidos mediante bacterias que se alimentaban de los elementos contaminantes de estos líquidos.  
Algunas voces discrepantes y expertas en parámetros de la biotecnología afirmaron que, mediante estas técnicas, se estaba incurriendo en el desarrollo de nuevos organismos creados de manera artificial en laboratorios que podían ser perjudiciales para el medio ambiente, sin poseer, además, los precisos conocimientos y consecuencias. En otros emplazamientos donde se realizaron vertidos de residuos por parte de Ulibarri S.A. se optó por introducir medidas correctoras, como tapar con yeso y arcilla dichos suelos, para minimizar los riesgos. 

## Tras el cierre de Ulibarri: Aceites Ecológicos

### Primer intento de reapertura
En junio de 1994 se confirmó que la planta de Arganda volvería a abrir sus puertas al aplazarse la deuda pendiente gracias a las negociaciones entre el Ayuntamiento de Arganda y la empresa dueña de la refinería, Bialex Arganda.
Sin embargo, pocos días después, la empresa Piq S.A, que disponía de la mayor parte del capital de Ulibarri S.A. desmintió tales informaciones, declarando no mantener ninguna relación con Bialex Arganda, y dirigiendo, además, "una querella criminal por estafa, apropiación indebida y falsedad en documento público contra el citado consejero cesado" en abril de 1994.

### Aceites Ecológicos
Tras el cierre de Ulibarri S.A., un grupo de trabajadores de Ulibarri S. L. adquirieron bajo sentencia judicial las instalaciones de la factoría. El 6 de abril de 1995,la empresa Aceites Ecológicos hacía oficial ante el Ayuntamiento de Arganda la solicitud de cambio de titularidad. Esta nueva empresa tenía por objetivo utilizar las anteriores instalaciones de Ulibarri y reflotar la factoría, realizando la misma actividad que la sociedad predecesora, a excepción de lo referido a aceites blancos y parafinas. En octubre de ese mismo año, la Agencia del Medio Ambiente aprobó y autorizó a Aceites Ecológicos para la realización de regeneración de aceites usados. Sin embargo, el Ayuntamiento de Arganda solicitó a la naciente empresa la realización de pruebas en las instalaciones para comprobar deficiencias y obtener la licencia de apertura, poniendo de nuevo en funcionamiento l a planta de regeneración desde 1993. Dichos exámenes culminaron con el aplazamiento de la apertura de la factoría en varias ocasiones, debido principalmente a los fuertes olores que se producían en las proximidades de la planta y en el Polígono Industrial de La Poveda. De ese modo, se creó una plataforma ciudadana de vecinos de Arganda del Rey y de La Poveda dedicada a reclamar el cierre de Aceites Ecológicos para eliminar los malos olores de aceite recalentado persistentes.
Según los vecinos, estos olores provocaban problemas respiratorios en algunas personas, así como picor de ojos o nariz y dolor de garganta. Casualmente, según una estadística realizada por Carmen Tortosa Martínez, licenciada en Farmacia y vecina de la Poveda, durante el tiempo en que permaneció cerrada la planta de Arganda tras la quiebra de Ulibarri S.A., no se reportaron estos síntomas en la población, que volvieron una vez que Aceites Ecológicos realizó las pruebas para la reactivación de la empresa. Por ende, en octubre de 1996 Aceites Ecológicos paralizó su actividad hasta que no fuesen erradicados los malos olores. Por su parte, los trabajadores de la planta emitieron un comunicado en el que denunciaban la mala política de gestión de la antepasada Ulibarri en comparación con la de Aceites Ecológicos, acentuando que se habían realizado grandes inversiones para convertir la planta de Arganda del Rey en una empresa medioambiental modélica y concienciada con la buena ética en relación con la regeneración de aceites; y afirmando la existencia de unos PCB`s que sí cumplían con la normativa vigente. Por medio de sentencia del Tribunal Superior de Justicia, en la que se ordenaba levantar el precinto a la empresa, el 18 de diciembre de 1996, el Ayuntamiento de Arganda dijo que iban a decretar la suspensión de la paralización de la empresa de acuerdo con el Auto de la Sala Segunda de lo Contencioso Administrativo del TSJ de Madrid, levantando así el precinto a la empresa.   
No obstante, en enero de 1997, el alcalde de Arganda del Rey en aquel momento, Ginés López, denegó el cambio de titularidad a Aceites Ecológicos puesto que no habían realizado las mejoras e inversiones que se le pedían y las medidas de seguridad no eran las mismas que exigía la ley en 1979, cuando se aprobó la licencia de Ulibarri S.A. Pese a ello, Aceites Ecológicos pudo reactivar su actividad de acuerdo con la sentencia del tribunal, aunque le fuese denegada la solicitud de cambio de titularidad. 
El 31 de mayo de 1997, el gerente de Aceites Ecológicos, Francisco las Heras, fallecía en la propia planta de Arganda del Rey a consecuencia de una inhalación excesiva de gases. Esto dio lugar a que la Consejería de Medio Ambiente de la Comunidad de Madrid suspendiera temporalmente la actividad de la empresa. 